# باميلا أسكيو
باميلا أسكيو (بالإنجليزية: Pamela Askew)‏ هي مؤرخة الفن أمريكية، ولدت في 2 فبراير 1925 في بكبسي في الولايات المتحدة، وتوفي بنفس المكان في 24 يونيو 1997.